# ハビエル・パレデス
ハビエル・パレデス（Javier Paredes Arango, 1982年7月5日 - ）はスペイン・アストゥリアス州オビエド出身の元サッカー選手。現役時代のポジションはディフェンダー（左サイドバック）。

## 経歴

### 初期の経歴とヘタフェ
地元のレアル・オビエドからデビューしたが、オビエドは2002-03シーズン終了後にセグンダ・ディビシオン（2部）からセグンダ・ディビシオンB（3部相当）に降格となり、パレデスはセグンダ・ディビシオンBのレアル・マドリード・カスティージャに移籍して2シーズンプレーした。2005年にはヘタフェCFに移籍し、8月28日のレアル・ソシエダ戦 (2-0) でプリメーラ・ディビシオン（1部）デビューを飾った。マリアーノ・ペルニアが左サイドバックのレギュラーであり、2005-06シーズンは7試合に出場しただけだったが、2006年夏にペルニアがアトレティコ・マドリードに移籍したため、パレデスが絶対的なレギュラーとなった。

### サラゴサ
2007年夏、レアル・サラゴサと5年契約を交わした。当初はフアンフランの控えであり、シーズン中にフアンフランを押しのけて定位置を獲得したが、迷走を続けたクラブは2007-08シーズン終了後にセグンダ・ディビシオン降格となった。2008-09シーズンもレギュラーポジションを維持し、1シーズンでのプリメーラ・ディビシオン昇格を果たした。2009年夏にはイヴァン・オブラドヴィッチが加入し、2009-10シーズンは20試合の出場に留まったが、最も多く起用された左サイドバックであり続けた。2010年夏にはホセ・アウレリオ・ガイ監督に余剰戦力とみなされ、練習への参加を制限された。9月初旬の練習中、パレデスとガイ監督は乱闘寸前の激しい口論となり、パレデスはクラブから出場停止処分を受けた。11月にはガイ監督が解任されてメキシコ人のハビエル・アギーレ監督が就任し、パレデスはチームに復帰してレギュラーに返り咲いた。2011-12シーズンは左サイドバックではなくセンターバックとして起用されることが多かった。

### アルバセテ
2015年1月、アルバセテ・バロンピエとの契約を締結。

## 所属クラブ
- 2001-2003  レアル・オビエド
- 2003-2005  レアル・マドリード・カスティージャ
- 2005-2007  ヘタフェCF
- 2007-2014  レアル・サラゴサ
- 2015-2016  アルバセテ・バロンピエ
- 2017  CDエブロ